# Ringan Ledwidge
Ringan Ledwidge (* 24. Mai 1971 in Canterbury; † 8. November 2021) war ein britischer Regisseur.

## Leben
Ringan Ledwidge studierte am Ravensbourne College of Design and Communication in London. Nach seinem Abschluss 1993 reiste er in den Mittleren Osten und arbeitete als Journalist und Fotograf im Gazastreifen. Danach unternahm er eine Reise durch Amerika, auf der er ebenfalls als Fotograf tätig war. Nach seiner Rückkehr legte er mehr und mehr den Fokus seiner Arbeit auf die Filmregie und drehte 1997 seinen ersten Werbespot. Es folgten einige Musikvideos für Bands wie Red Snapper, Whale oder Travis. 1999 wurde Ledwidge mit dem Young Director Award der European Federation for Commercial Film Producers (CFP-E) ausgezeichnet, was zu weiteren Aufträgen für Werbespots großer Marken wie Adidas, Nike, Lynx oder Volkswagen führte. Viele der unter seiner Regie entstandenen Werbespots wurden mehrfach ausgezeichnet, unter anderem mit den British Television Advertising Awards oder auf dem Cannes Lions International Festival of Creativity.
2006 gründete er mit Daniel Kleinman und Johnnie Frankel die Filmproduktionsfirma Rattling Stick, die in der Folgezeit weitere ausgezeichnete Werbespots unter der Regie von Ledwidge realisierte, wie zum Beispiel Go On Lad für die britische Brotmarke Hovis 2009 oder Three Little Pigs für die Zeitschrift The Guardian 2012.
Der 2007 erschienene Kinofilm Gone – Lauf um dein Leben von Universal Pictures und Working Title Films war Ringan Ledwidge Regiedebüt in diesem Bereich. DreamWorks engagierte ihn 2012 für den Science-Fiction-Film Glimmer, der 2014 erscheinen sollte.
Im November 2021 starb Ledwidge im Alter von 50 Jahren an Krebs.

## Auszeichnungen (Auswahl)
- 1999: Young Director Award des europäischen Produzentendachverbands (European Federation for Commercial Film Producers, CFP-E)[4]
- 2000: Silver Cannes Lions Award (VW, Self Defense)[5]
- 2001: Silver Cannes Lions Award (Adidas, Horses)[5]
- 2005: Gold Arrow, British Television Advertising Awards (Lynx, Getting Dressed)[5]
- 2009: Best Commercial, British Television Advertising Awards (Hovis, Go On Lad)[5]
- 2012: Best Crafted Commercial und Silver Arrow für Regie, British Television Advertising Awards (The Guardian, Three Little Pigs)[7]

## Filmografie (Regie)
- 2007: Gone – Lauf um dein Leben (Gone)